# Nicolae Dică
Nicolae Constantin Dică (* 9. Mai 1980 in Pitești, Kreis Argeș) ist ein ehemaliger rumänischer Fußballspieler und derzeitiger -trainer. Er bestritt insgesamt 330 Spiele in der rumänischen Liga 1, der italienischen Serie A, der griechischen Super League und der türkischen Süper Lig. Mit Steaua Bukarest und CFR Cluj gewann er insgesamt dreimal die rumänische Meisterschaft. Im Jahr 2006 wurde er Rumäniens Fußballer des Jahres.

## Spielerkarriere
Der 1,81 m große offensive Mittelfeldspieler spielte von 2004 bis 2008 für Steaua Bukarest, zuvor von 2000 bis 2004 beim FC Argeș Pitești. Für die rumänische Fußballnationalmannschaft spielte er seit dem 11. Oktober 2003 bisher 32 Mal und schoss neun Tore.
Ende 2003 war er bei Eintracht Frankfurt im Gespräch, ein Wechsel nach Frankfurt scheiterte an der Ablösesumme.
Am 28. Juni 2008 gab Catania Calcio bekannt, Nicolae Dică zur Saison 2008/09 für vier Jahre verpflichtet zu haben. Im Sommer 2009 wurde Dică zunächst an den griechischen Erstligisten Iraklis Thessaloniki, in der Winterpause an den rumänischen Klub CFR Cluj ausgeliehen. Ab Sommer 2010 spielte er leihweise für den türkischen Verein Manisaspor. Im Januar 2011 kehrte er zu Steaua Bukarest zurück und gewann den rumänischen Pokal.
Im Sommer 2011 wechselte Dică zum Aufsteiger CS Mioveni. Schon ein halbes Jahr später schloss er sich Zweitligist FC Viitorul Constanța an, mit dem er am Saisonende in die Liga 1 aufstieg. Im Sommer 2014 beendete er seine aktive Laufbahn.

## Trainerkarriere
Unmittelbar nach Abschluss seiner aktiven Laufbahn wurde Dică Assistenztrainer unter Constantin Gâlcă bei Steaua Bukarest. Nach Gâlcăs Entlassung setzte er diese Tätigkeit auch unter dessen Nachfolger Mirel Rădoi fort. Anfang Dezember 2015 wurde er für ein Spiel dessen Nachfolger. Ab Januar 2016 war er Cheftrainer von SCM Pitești in der Liga III.
Im Mai 2017 wurde Dică neuer Trainer des FCSB Bukarest. Ende 2018 wurde sein Vertrag aufgelöst. Seine nächste Station war der FC Arges, bei dem er nur kurze Zeit wirkte,  ehe er im November 2019 ins Trainerteam um den rumänischen Nationaltrainer, Mirel Rădoi, hinzustieß. Im Sommer 2021 übernahm er kurzzeitig das Traineramt der U-23-Nationalmannschaft. Zur Saison 2022/23 kehrte er FCSB zurück, von welchem er sich nach nur drei Monaten wieder verabschiedete.
Weitere Trainerstationen waren danach Anfang 2023 CS Mioveni sowie eine weitere kurze Station beim FC U Craiova. 

## Erfolge

### Als Spieler
Steaua Bukarest
- Rumänischer Meister: 2005, 2006
- Rumänischer Pokalsieger: 2011
- Rumänischer Supercupsieger: 2006
- UEFA-Cup-Semifinalist: 2006

CFR Cluj
- Rumänischer Meister: 2010
- Rumänischer Pokalsieger: 2010

### Individuell
- Fußballer des Jahres in Rumänien: 2006